# مهشید أمیرشاهي
مهشيد أميرشاهي (بالفارسية: مهشید امیرشاهی) (9 أبريل 1937) روائية وكاتبة قصة قصيرة في مجال الفكاهة وناقدة أدبية وصحفية ومترجمة إيرانية.

## سيرة شخصية
ولدت أميرشاهي في 9 أبريل 1937 في كرمانشاه وكان والدها أميرشاهي، قاضي وناشط سياسي.
التحقت أميرشاهي بالمدارس الابتدائية ثم المدارس الثانوية في طهران، ثم انطلقت لاحقًا إلى شارتر تاورز هي مدارس داخلية خاصة في ساسكس إنجلترا، درست الفيزياء في ولويتش بوليتكنيك في لندن بعد حصولها على مستويات عالية في كافة المواد.

## المؤلفات المُترجمة
تمت ترجمة بعض قصصها القصيرة إلى الفرنسية والألمانية والتشيكية والبلغارية والعربية. تُترجم التالية إلى الإنجليزية:
- حكايات فتاة مراهقة فارسية. ترجم من قبل JE Knörzer ، مطبعة جامعة تكساس، 1995 [1]
- «سلسلة من الخرز». ترجم من قبل مايكل بيرد، المجلد الثاني، رقم 1، 1978
- «بعد اليوم الأخير». ترجم من قبل جون غرين
- بيتن بليس: طهران 1972 . ترجم من قبل مايكل بيرد، Heinemann ، 1993
- «نهاية اللعب العاطفي». ترجم من قبل Minoo Southgate & Bjorn Robinson Rye ، في القصص الفارسية القصيرة الحديثة، صحافة القارات الثلاث، 1980
- «عائلة الأخ المستقبلية». ترجم من قبل مايكل بيرد
- «رائحة قشر الليمون ورائحة الحليب الطازج». ترجم من قبل حشمت مؤيد، في قصص من إيران